# Црвеноглави мангаби
Црвеноглави мангаби (лат. Cercocebus torquatus) је врста примата (Primates) из породице мајмуна Старог света (Cercopithecidae). 

## Распрострањење
Ареал врсте покрива средњи број држава. Врста је присутна у Нигерији, Камеруну, Бенину (непотврђено), Екваторијалној Гвинеји и Габону.

## Станиште
Станишта врсте су шуме и мочварна подручја.

## Угроженост
Ова врста се сматра рањивом у погледу угрожености врсте од изумирања.